# 守りたいもの
「守りたいもの」（まもりたいもの）は、青山テルマの4作目のシングル。2008年11月12日に発売された。

## 概要
3rdシングル「何度も」から、4か月ぶりのシングル。青山テルマとして、初のドラマ主題歌となる。プロモーションビデオは千葉県に存在する私立大学「神田外語大学」のキャンパス内で行われた。

## 収録曲
1. 守りたいもの
作詞：SABRO / 作曲：3rd Productions / 編曲：弦一徹
関西テレビ制作ドラマ『チーム・バチスタの栄光』の主題歌。
2. MADONNA
作詞：青山テルマ・SABRO / 作曲：3rd Productions